# Bernd Jopek
Bernd Jopek (* 5. November 1967) ist ein ehemaliger deutscher Fußballspieler. In der höchsten Spielklasse des DDR-Fußballs, der Oberliga, spielte er für den 1. FC Union Berlin.

## Sportliche Laufbahn

### Gemeinschafts-, Club- und Vereinsstationen
Bereits als Mitglied der Juniorenoberligaelf zwischen 1. und 2. Männermannschaft beim 1. FC Union Berlin sowie dann später auch zwischen erstklassiger Oberliga und zweitklassiger Liga pendelnd, zählte Bernd Jopek zu den überregional bekannten Fußballern aus Ost-Berlin in den letzten Jahren des DDR-Fußballs. Dabei bestritt der 1,73 Meter große Angreifer neun Spiele in der Beletage Ostdeutschlands und 88 Partien in der Zweitklassigkeit, in denen er 29 Tore erzielte.
Der Facharbeiter für Elektronik gehörte zu jenem Union-Kader, der 1985/86 im FDGB-Pokalwettbewerb das Finale erreichte. Im Endspiel selbst, das die Ost-Berliner gegen den 1. FC Lokomotive Leipzig verloren (1:5), wurde Jopek jedoch nicht eingesetzt. Im selben Spieljahr gab das damals noch 18-jährige Talent im Frühjahr 1986 gegen die BSG Wismut Aue seinen Einstand in der höchsten Spielklasse. Bei der 0:3-Auswärtsniederlage im Erzgebirge wurde er elf Minuten vor Schluss für Heiko Lahn eingewechselt.
Nach drei Einsätzen 1985/86 und einer Partie 1986/87 absolvierte der Angreifer in der Unioner Abstiegssaison 1988/89 seine fünf finalen Oberligaspiele. Dazwischen gelangen Jopek in der Ligassaison 1987/88 in 19 Begegnungen für die BSG Rotation Berlin acht Treffer. Den verfehlten Klassenerhalt der Eisernen im Frühjahr 1989 erlebte er aber schon nicht mehr in der Alten Försterei, da er in der Rückrunde der Ligaspielzeit 1988/89 bereits für die SG Dynamo Fürstenwalde auf Torejagd ging. Auch in der Folgesaison stand er für die Dynamo-Elf aus der Grünen Stadt an der Spree auf dem Platz.
Die letzte eigenständige Spielzeit des ostdeutschen Zweitligafußballs begann er zunächst beim 1. FC Union, zu dem er aus Fürstenwalde zurückgekehrt war. Aber bereits ab September 1990 kickte die Offensivkraft für den Pankower Fußballverein Bergmann-Borsig, der den 5. Platz belegte, während die Unioner den Staffelsieg erkämpften, aber in der Qualifikationsrunde zur 2. Bundesliga scheiterten.
Nach der Wiedervereinigung und der Zusammenführung von ost- und westdeutschem Fußball zeichnete sich der Stürmer noch viele Jahre in der drittklassigen Oberliga sowie der ab 1994 ebenfalls diese Stelle in der deutschen Ligapyramide einnehmenden Regionalliga als erfolgreicher Torjäger aus.
In der Premierensaison der Amateur-Oberliga im NOFV-Bereich belegte die Elf von Bergmann-Borsig den 3. Tabellenrang. Im Folgejahr spielte Jopek zum ersten Mal beim BFC-Dynamo-Nachfolger und Union-Rivalen FC Berlin. Zwischen 1993 und 1997 erzielte der Angreifer 62 Punktspieltreffer für den Spandauer SV in der NOFV-Oberliga und der Regionalliga Nordost. Nach diesem Engagement kehrte Jopek für anderthalb Jahre zum FC Berlin zurück. Seine Karriere ließ er rund um die Jahrhundertwende bei Fortuna Pankow und Eintracht Mahlsdorf ausklingen.

### Auswahleinsätze
Im Herbst 1985 debütierte das Union-Talent in der DDR-U-18-Nationalelf. Unter Trainer Eberhard Vogel blieb die mit 2:0 in Kahla gegen die ČSSR gewonnene Partie sein einziger Länderspieleinsatz in diesem Team. Nach 54 Minuten wurde er für den zweifachen Torschützen Matthias Sammer eingewechselt.

## Trivia
Sein Sohn Björn spielte ebenfalls in der 1. Mannschaft des 1. FC Union Berlin.
Nur zwei Spieler erzielten mehr Treffer in der zwischen 1994 und 2000 existierenden Regionalliga Nordost.